# Hailakandi
Hailakandi là một thành phố và là nơi đặt ban đô thị (municipal board) của quận Hailakandi thuộc bang Assam, Ấn Độ.

## Địa lý
Hailakandi có vị trí 24°41′B 92°34′Đ / 24,68°B 92,57°Đ Nó có độ cao trung bình là 21 mét (68 feet).

## Nhân khẩu
Theo điều tra dân số năm 2001 của Ấn Độ, Hailakandi có dân số 29.634 người. Phái nam chiếm 51% tổng số dân và phái nữ chiếm 49%. Hailakandi có tỷ lệ 77% biết đọc biết viết, cao hơn tỷ lệ trung bình toàn quốc là 59,5%: tỷ lệ cho phái nam là 80%, và tỷ lệ cho phái nữ là 73%. Tại Hailakandi, 11% dân số nhỏ hơn 6 tuổi.